# 川越大火
川越大火（かわごえたいか）とは、1893年（明治26年）3月17日20時15分頃に埼玉県入間郡川越町（現・川越市）で発生した大火である。

## 概要
旧城下の養寿院門前から火災発生の一報で半鐘が鳴り、町の消防22組が総出で消火作業に当たったが、北からの強風・連日の晴天続きによる空気の乾燥・消火用井戸水の使い果たしなどから火勢は土蔵の間を縫い短時間で南町・本町・多賀町・江戸町・上松江町・連雀町・鍛治町・相生町・志義町・久保町・鉄砲町・北久保町・南久保町・東明寺相生町・高澤町・猪鼻町に拡がり計17町を焼失。翌18日8時に鎮火した。
出火原因は養寿院門前紺屋職作業場の業務用灰が未だ十分に消火していないのに灰部屋に入れたことである。

## 被害
当時の町域の3分の1に相当する1,302戸を焼失。中心部である本町・南町・多賀町・上松江町・連雀町は全焼地区となった。主な建造物では時の鐘・第八十五国立銀行・川越電信局・蓮馨寺など3寺院を焼失している。一方で小仙波村や喜多町にまで類焼したが風向きから数戸の焼失で済んでいる。当地は埼玉県で最も栄華を誇った商人の街でもあるが、火の回りが速く家財道具を持ち出せず全財産を失った者も出た。
死者・負傷者は出なかったが、罹災者1,014人は光西寺や栄林寺などの寺院や川越学校などに設けられた11ヵ所の救助所に収容された。

## 復興
鎮火とともに埼玉県の参事官が到着。入間郡役所・川越町役場は総出で復旧を開始した。
銀林綱男知事（当時）は県議会終了後に駆けつけ100円を、県役人もそれぞれ月給の20分の1を寄付した。これに続き地元商人たちも続々と金品を寄贈した。また当地に縁の深い渋沢栄一や高田早苗らも義援金・現金・米・醤油など生活物資を送ってる。 
一方で焼失を免れた家屋は大沢家住宅など全て耐火建築の蔵造りであったことから、コスト的には高く付くものの優秀性を再認識した商人たちは南町・鍛治町の目抜き通りに東京から職人を招いて蔵造りによる再建を行った。本大火後2 - 3年に200棟を上回る蔵作りが建設され、当地のシンボルともなった。当地の蔵造りは赤レンガを地下室や塀に用いており、その色調に合わせて黒漆喰をふんだんに用いているのが特色である。黒漆喰は白漆喰より高額で維持コストもかかるが、その結果他都市とは異なる独特な蔵作りの家並を形成することになった。

## その他の大火
江戸時代は武蔵国川越藩の城下町として栄えてきたが、以下の大火を記録している。
- 1638年3月13日（寛永15年1月28日）[5]
- 1719年1月28日（享保3年12月9日）
- 1825年4月4日（文政8年2月16日）
- 1829年4月24日（文政12年3月21日）

このほか1888年（明治21年）3月22日には高澤町で120戸を焼失する火災もある。しかし、本大火は戊辰戦争・関東大震災・太平洋戦争の戦火を経験しなかった当地にとっては最も重要な出来事で蔵造りなどその後の街作りや消防・防災に重要な影響を与えた。